# Alvis Speed 25
Les Alvis 4,3 litres et Alvis Speed 25 étaient des voitures de tourisme de luxe annoncées en août 1936 et fabriquées jusqu'en 1940 par le constructeur anglais Alvis Car and Engineering Company à Coventry. Ces modèles remplacent les Alvis Speed 20 de 2,8 litres et 3 litres. Elles sont largement considérées comme l'une des plus belles voitures produites dans les années 1930.

## De nouveaux moteurs
Les moteurs de 2,5 litres, 2,8 litres et 3 litres à quatre paliers principaux furent remplacés dans les Speed 25 4,3 litres et 3 litres par une nouvelle unité à six cylindres en ligne à sept paliers principaux.
| Pour la version 3,5 litres, une puissance de 110 ch à 3 800 tr/min était revendiquée (et prouvée) avec une vitesse de pointe de près de 160 km/h. Elle propulsait les occupants à grande vitesse dans un luxe exceptionnel accompagné par la jolie musique d'un échappement puissant, profond et rauque. Sa beauté se confirme en remportant deux années d'affilée le prestigieux Ladies Choice VSCC Oxford Concourse. L'embrayage, le volant moteur et le vilebrequin étaient équilibrés ensemble, ce qui réduisait les vibrations au minimum. La culasse est en fonte de fer, mais les pistons sont en aluminium. Deux pompes à essence électriques alimentent les trois carburateurs SU, qui étaient protégés par un grand filtre à air. Un nouveau système d'induction a incorporé un dispositif silencieux efficace. |

## Châssis
Les ressorts arrière étaient plus longs de 15 cm que sur le modèle précédent. Les freins avaient une servo assistance.

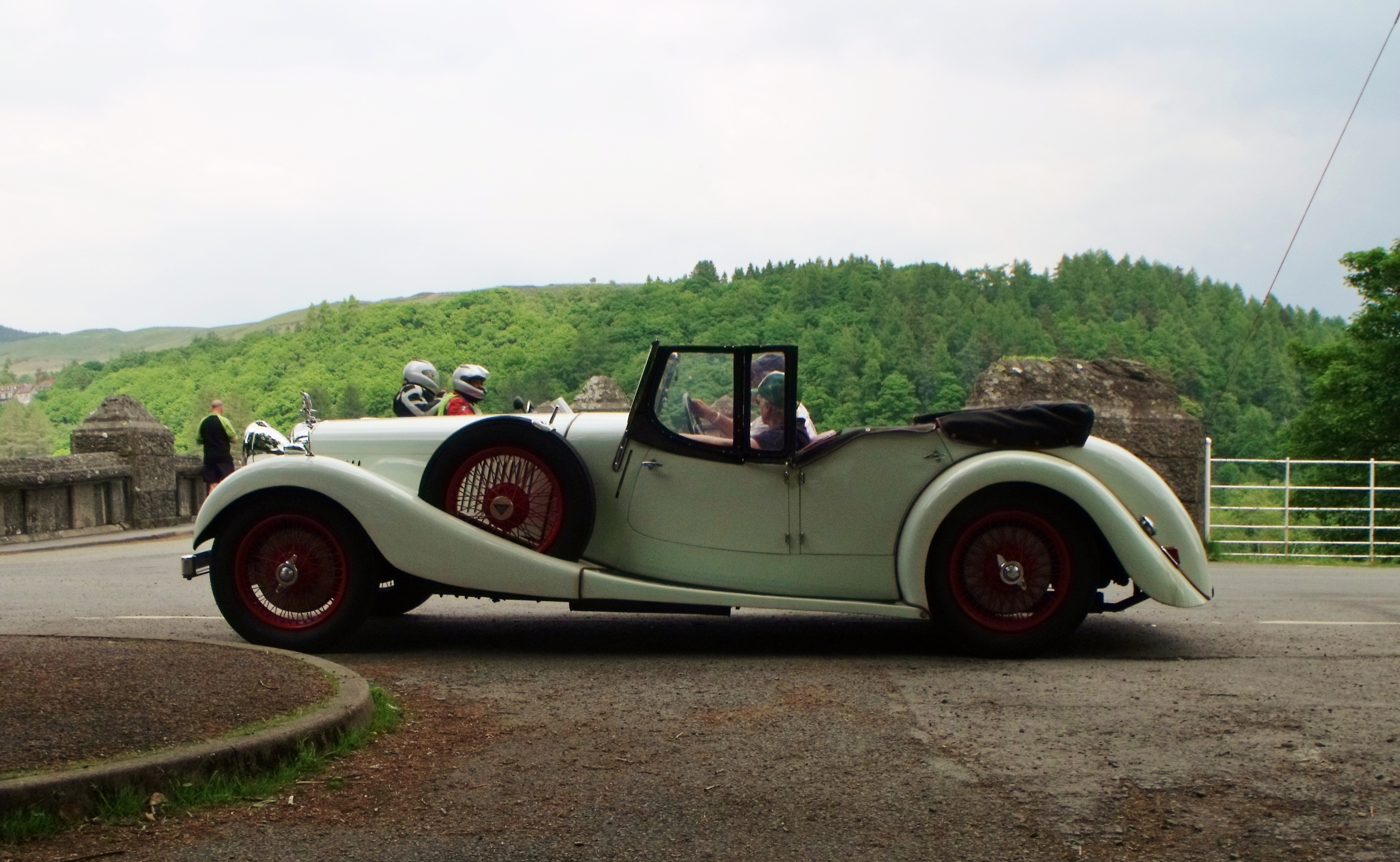
Randonneuse 4,3 litres, 4 portes par Vanden Plas
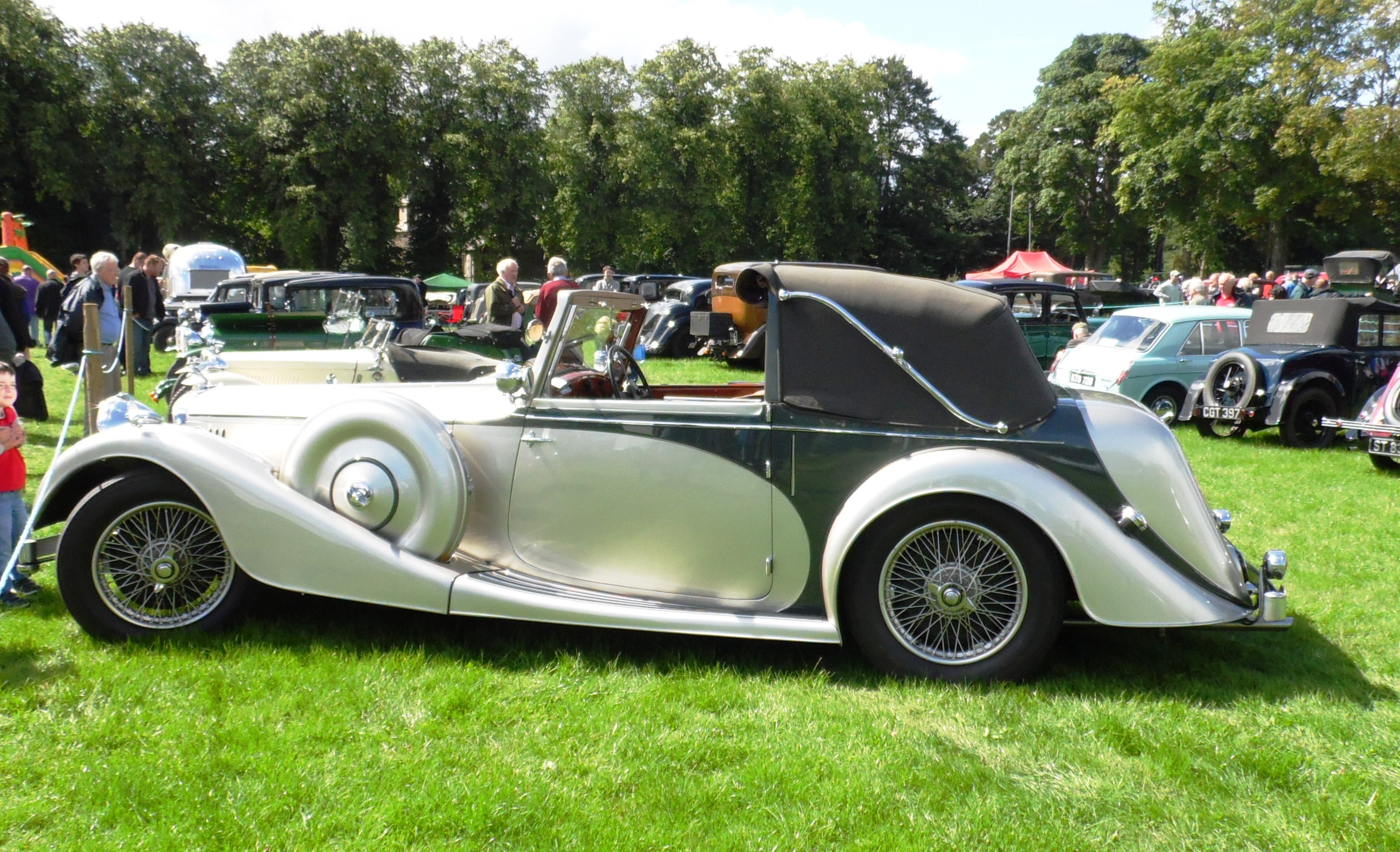
Profil: drophead coupé par Charlesworth 1938

## Carrosserie
Alvis n'a produit aucune carrosserie pour la Speed 25. Les voitures étaient fournies sous forme de châssis et des entreprises telles que Cross & Ellis (randonneuses) Charlesworth (berline standard et Coupé décapotable) ainsi que Vanden Plas, Lancefield, Offord et
d'autres ajustèrent d'élégantes carrosseries décapotables ou berlines.
La voiture est construite sur un lourd châssis en acier avec un importante croisillon. Avec son aspect sportif bas, sa boîte de vitesses entièrement synchronisée, sa suspension avant indépendante et ses freins servo-assistés, c'était une voiture rapide, fiable et très bien faite, même si, à près de 1 000 £, elle n'était pas bon marché. Le taux de survie pour une voiture qui était, après tout, fabriquée à la main, est étonnamment bon. Les modèles plus récents mirent en vedette un châssis plus fermé, dont le poids était réduit par le perçage de nombreux trous dans la section fermée du châssis, qui était aussi une solution essayée avec beaucoup moins de succès au début de la décennie par Mercedes-Benz qui faisait face au même défi dans l'extrêmement lourde Mercedes-Benz SSKL.
Améliorations mineures
Des améliorations mineures sont annoncées pour les deux voitures en octobre 1938 au salon de l'Automobile, comprenant une double sortie d'échappement censée calmer le moteur et améliorer la puissance de sortie.
La presse rapporta que la berline sportive 4,3 litres à quatre portes avait « une imposante face, avec de très grands phares, des anti-brouillards et des feux de croisement derrière les cornes des avertisseurs. »
| Un châssis pour la carrosserie sur-mesure était toujours au catalogue, et une gamme standard de carrosseries fut également mise à disposition. Sur la berline quatre portes, les marchepieds avaient disparu et les ailes étaient simplifiées. Le coffre à bagages était doublé en caoutchouc blanc. Un garnissage Dunlopillo allégeait la fatigue musculaire. L'armature du siège du conducteur est maintenant facilement réglable. Il y avait un système de ventilation ne desséchant pas l'air. Le double toit coulissant pouvait être ouvert soit à l'arrière ou à l'avant. Il y avait des avertisseurs jumeaux électriques et deux essuie-glaces électriques. Le tableau de bord comprenait un compte-tours et il y avait des cendriers et un compagnon de fumeur. |

Il n'y eut que des changements de détail pour 1940